# Деккер, Франц Пауль
Франц Пауль Деккер (нем. Franz-Paul Decker; 26 июня 1923, Кёльн — 19 мая 2014, Монреаль) — немецкий дирижёр.

## Биография
Учился в Кёльнской высшей школе музыки у Филипа Ярнаха и Ойгена Папста. Дебютировал в 22-летнем возрасте в Кёльнской опере, затем работал в Висбаденской опере, возглавлял Висбаденский симфонический оркестр, был генеральмузикдиректором Бохума. В дальнейшем интернациональная карьера Деккера включала руководство Роттердамским филармоническим оркестром (1962—1968), Монреальским симфоническим оркестром (1967—1975), Барселонским симфоническим оркестром (1985—1991), Новозеландским симфоническим оркестром (1992—1996, ранее главный приглашённый дирижёр). Деккер работал как художественный консультант с Филармоническим оркестром Калгари (1975—1977) и Виннипегским симфоническим оркестром (1980—1982), как главный приглашённый дирижёр — с Эдмонтонским симфоническим оркестром в 2000-е. Он также много дирижировал в различных оперных театрах и антрепризах, записав в свой послужной список 85 различных опер. Наибольшее признание получили деккеровские интерпретации музыки Вагнера, Брукнера, Малера, Рихарда Штрауса, в Канаде высоко ценится его вклад в исполнение современной канадской музыки. Популярностью пользуется запись рождественского концерта Лучано Паваротти в Монреале (1982) с Деккером-дирижёром.